# Entrisme
Entrisme is een politieke strategie waarbij leden van kleine politieke bewegingen lid worden van een grotere partij. De bedoeling is tweeledig: enerzijds tracht men de eigen invloed en ledental te vergroten, anderzijds tracht men de grotere partij van binnenuit in de richting te sturen van de eigen politieke overtuiging. In die zin is er in zekere mate sprake van infiltratie, omdat de leden die zich bezighouden met entrisme dit vaak verdekt doen. Soms wordt ook gebruik gemaakt van mantelorganisaties.
De term wordt voornamelijk gebruikt voor de acties van trotskisten.